# Tronco tireocervicale
Il tronco tireocervicale è un ramo dell'arteria succlavia derivante dalla prima porzione di questo vaso, cioè tra l'origine dell'arteria succlavia e il bordo interno del muscolo scaleno anteriore. Si trova distalmente all'arteria vertebrale e prossimalmente al tronco costocervicale.

## Branche
È un vaso corto e di grosse dimensioni che si divide immediatamente dopo la sua origine in tre rami:
- Arteria tiroidea inferiore
- Arteria soprascapolare
- Arteria cervicale trasversale

L'arteria cervicale trasversale è presente in circa 1/3 dei soggetti.
L'arteria soprascapolare e l'arteria cervicale trasversale si dirigono entrambe lateralmente e in basso, incrociano sul davanti il muscolo scaleno anteriore e il nervo frenico. L'arteria tiroidea inferiore scorre superiormente dal tronco tirocervicale, portandosi verso la cartilagine cricoide e poi fino alla porzione inferiore della tiroide.

## Ulteriori immagini

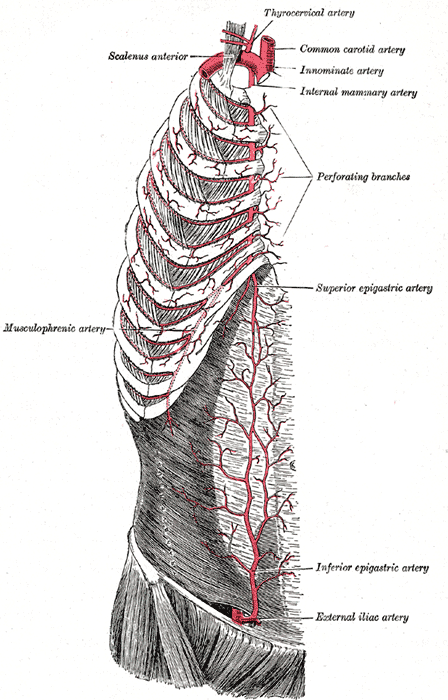
L'arteria mammaria interna e le sue branche. In alto il tronco tireocervicale.